# بازداشت نامحدود
بازداشت نامحدود (به انگلیسی: Indefinite detention) عبارت است از حبس یک فرد دستگیر شده توسط یک دولت ملی یا سازمان مجری قانون برای مدت نامحدود بدون محاکمه. دیده‌بان حقوق بشر این عمل را ناقض قوانین ملی و بین‌المللی به‌ویژه قوانین حقوق بشر می‌داند، اگرچه هنوز در قوانین کشورهای لیبرال دموکراسی‌های مختلف باقی مانده‌است.
در سال‌های اخیر، دولت‌ها افراد مظنون به تروریسم را به‌طور نامحدود، اغلب در سایت‌های سیاه، زندانی کرده‌اند، و گاهی آنها را جنگجویان دشمن اعلام کرده‌اند که نمونه بارز آن بازداشتگاه گوانتانامو است. اشکال رسمی بازداشت نامحدود نیز در برخی از کشورهای جهان به شکل بازداشت اداری دستوری دولت وجود دارد.

## نظرات
در حالی که قوانینی که اجازه بازداشت نامحدود را می‌دهد در قوانین بسیاری از کشورهای لیبرال دموکراسی‌های وجود دارد، گروه‌های حقوق بشر دیدگاه‌های نامطلوبی نسبت به این عمل دارند.

### استرالیا
در سال ۱۹۹۴، بازداشت نامحدود برای پناهندگان ویتنامی، چینی و کامبوجیایی وضع شد. قوانین قبلی محدودیت ۲۷۳ روزه را تحمیل کرده بودند. در سال ۲۰۰۴، در پرونده «الکاتب و گودوین» دادگاه عالی استرالیا حکم داد، که بازداشت نامحدود یک فرد بدون تابعیت قانونی است.

### چین
گروه‌های حقوق بشر ادعا می‌کنند که گروه‌های اقلیتی، از جمله: اعضای فالون گونگ، تبتی‌ها، اقلیت‌های مسلمان، زندانیان سیاسی و سایر گروه‌های دیگر در جمهوری خلق چین، سابقه کار اجباری، دستگیری و بازداشت خودسرانه دارند. به‌طور قابل توجهی، از سال ۲۰۱۷ به بعد، بیش از یک میلیون اویغور و سایر اقلیت‌ها به‌طور عمده بدون محاکمه به منظور «جنگ مردمی علیه ترور» بازداشت شده‌اند. به ویژه در مورد فالون گونگ، ادعاهایی مبنی بر نقض غیرعادی حقوق بشر در اردوگاه‌های کار اجباری، از جمله برداشت اعضای بدن و شکنجه سیستماتیک وجود دارد.

### اسرائیل
در ژوئیه ۲۰۱۶، هاآرتس گزارش داد که ۶۵۱ نفر از فلسطینیان در زندان‌های اسرائیل بدون دادرسی به سر می‌برند و تعداد فلسطینیانی که بدون دادرسی در اسرائیل بازداشت می‌شوند در حال افزایش است. در اکتبر ۲۰۲۱، گزارش شد که کمیسر پلیس اسرائیل کوبی شبتایی شخصاً برای استفاده از بازداشت بدون محاکمه یا «بازداشت اداری» توسط سرویس امنیتی شاباک در نظارت بر جوامع عربی اسرائیل تلاش می‌کند.

### مالزی
قانون امنیت داخلی که در سال ۱۹۶۰ تصویب شد، امکان بازداشت نامحدود بدون محاکمه برای دو سال را با تمدیدهای بیشتر در صورت نیاز فراهم می‌کرد. این قانون در سال ۲۰۱۲ به دلیل فشار عمومی برای اصلاحات سیاسی لغو شد. قانون پیشگیری از تروریسم (POTA) در مارس ۲۰۱۵ پس از انجام سری از عملیات تروریستی در مالزی معرفی شد. POTA به مقامات اجازه می‌دهد تا مظنونان به تروریسم را بدون محاکمه بازداشت کنند، اما تصریح می‌کند هیچ فردی به خاطر باورها یا فعالیت‌های سیاسی خود دستگیر نمی‌شود.

### سنگاپور
در سنگاپور، قانون امنیت داخلی به دولت اجازه می‌دهد افرادی را که تهدیدی برای امنیت ملی به وجود می‌آورند، دستگیر و به‌طور نامحدود بازداشت کند. این قانون معمولاً برای مبارزه با تروریسم استفاده می‌شود، به ویژه در مورد افرادی که قصد دارند در تروریسم اسلامی شرکت کنند یا دیدگاه‌های افراطی اسلامی دارند. در سال ۲۰۲۱، یک فرد ۲۰ ساله به دلیل تدبیری برای حمله به کنیسه ماگن آبوت به انتقام از نقش اسرائیل در درگیری فلسطین و اسرائیل بازداشت شد.

### سوئیس
در سوئیس، قوانین محلی مربوط به «خطرناک بودن» می‌توانند برای بازداشت افراد بدون اتهام به کار گرفته شوند. این موضوع در مورد پناهنده مصری محمد الغانم که به دلیل عدم تمایل به جاسوسی بر روی رهبران جامعه مسلمانان در ژنو برای سال‌ها بدون دادگاه بازداشت شده بود، منجر به جدال‌های زیادی شد.

### تایلند
آرنون نامپا در سال ۲۰۲۰ به مدت ۶ روز بدون محاکمه در بازداشت بود، اما پس از اینکه نخست‌وزیر پرایوت چان اوچا در نوامبر ۲۰۲۰ اعلام کرد که از تمام قوانین از جمله ابهت برای معترضان استفاده می‌کند، او در دور اول بازداشت به مدت ۱۱۰ روز در بازداشت بود. پس از دریافت وثیقه فقط در عرض ۳ ماه، تا امروز دوباره بدون محاکمه در زندان به سر می‌برد.

### انگلستان
در سال ۲۰۰۴، مجلس اعیان بریتانیا حکم داد که بازداشت نامحدود مظنونان تروریسم خارجی طبق بخش ۲۳ قانون مبارزه با تروریسم، جرم و امنیت ۲۰۰۱ باعث نقض قانون حقوق بشر و کنوانسیون اروپایی حقوق بشر می‌شود. طبق برنامه ۸ قانون تروریسم ۲۰۰۰، بازداشت مظنون به تروریسم ممکن است با درخواست یک حکم برای بازداشت بیشتر توسط یک دادستان تاج (در انگلستان و ولز)، مدیر دادگاه عمومی (در ایرلند شمالی)، وکیل عموم یا دادستان (در اسکاتلند) یا یک سرپرست پلیس (در هر قسمتی از انگلستان) تمدید شود. قانون پلیس، جرم، مجازات و دادگاه‌ها ۲۰۲۲ همچنین اجازه می‌دهد که بازداشت نامحدود به عنوان حداکثر مجازات اعمال شود.

### ایالات متحده
در ایالات متحده، بازداشت نامحدود برای نگهداری مظنونان تروریستی در طول جنگ علیه تروریسم استفاده شده‌است. طبق گفته اتحادیه آزادی‌های مدنی آمریکا (ACLU)، بخش ۴۱۲ قانون Patriot اجازه بازداشت نامحدود مهاجران را می‌دهد؛ یکی از مشهورترین موارد پرونده خوزه پادیا است، که محاکمه و محکومیت نهایی او در ایالات متحده بسیار بحث‌برانگیز بوده‌است. بازداشت نامحدود زندانیان در گوانتانامو به عنوان نقض قوانین بین‌المللی توسط سازمان ملل متحد، کمیته بین‌المللی صلیب سرخ و سازمان حقوق بشر مورد انتقاد قرار گرفت.
در تاریخ ۲۹ نوامبر ۲۰۱۱، سنا آمریکا پیشنهاد اصلاحیه‌ای به قانون تصدیق بودجه دفاع ملی سال ۲۰۱۲ (NDAA) را که بازداشت نامحدود توسط دولت ایالات متحده از شهروندان خود را ممنوع می‌کرد، رد کرد که منجر به انتقاداتی شد که حق بازداشت نامحدود تضعیف شده‌است. مجلس نمایندگان و سنا در دسامبر ۲۰۱۱ قانون تصدیق بودجه دفاع ملی را تصویب کردند و رئیس‌جمهور باراک اوباما آن را در تاریخ ۳۱ دسامبر ۲۰۱۱ امضا کرد. بند جدید بازداشت نامحدود این قانون به عنوان «حمله تاریخی به آزادی آمریکایی» مورد انتقاد قرار گرفت. ACLU اعلام کرد که «اقدام امروز پرزیدنت اوباما نقصی در سابقه اوست زیرا او همواره به عنوان رئیس‌جمهوری شناخته خواهد شد که بازداشت نامحدود بدون اتهام یا محاکمه را به قانون درآورد.»
در تاریخ ۱۶ مه ۲۰۱۲، به پاسخ به یک دعوی قضایی که توسط روزنامه‌نگار کریس هجز، نوام چامسکی، ناومی وولف و دیگران آغاز شد، قاضی دادگاه ناحیه‌ای ایالات متحده آمریکا، کاترین بی. فارست، تصمیم گرفت که بخش بازداشت نامحدود قانون (۱۰۲۱) احتمالاً با متمم‌های اول و پنجم اصلاحیه‌های قانون اساسی ایالات متحده آمریکا در تضاد است و یک حکم قضایی صادر کرد که اجرای آن توسط دولت ایالات متحده را متوقف می‌کرد. در ماه سپتامبر ۲۰۱۲، دولت اوباما از دادگاه استیناف فدرال خواست تا حکم «خطرناک» دادگاه بدوی را لغو کند و از شاکیان در دعوا حمایت کرد و استدلال کرد که این قانون به قدری مبهم است که می‌تواند علیه شهروندان و خبرنگاران آمریکایی به کار گرفته شود. در تاریخ ۱۷ ژوئیه ۲۰۱۳، دادگاه استیناف حوزه دوم ایالات متحده آمریکا، حکم موقت علیه بازداشت نامحدود شهروندان آمریکایی توسط رئیس‌جمهور تحت قانون مجوز تأمین امنیت ملی سال ۲۰۱۲ را لغو کرد. دادگاه استیناف حکم داد که "شاکیان فاقد شرایط لازم برای بررسی پیش از اجرای ماده ۱۰۲۱ و ابطال حکم دستور دائم مبنی بر عدم حضور شاکیان شهروند آمریکایی هستند، زیرا بخش ۱۰۲۱ اصلاً چیزی در مورد اختیارات رئیس‌جمهور برای بازداشت شهروندان آمریکایی نمی‌گوید. دیوان عالی از رسیدگی به درخواست تجدیدنظر در این پرونده خودداری کرد.
در سال ۲۰۱۳، مجلس نمایندگان و سنا پس از شکست اصلاحاتی برای ممنوعیت عملی بازداشت نامحدود شهروندان ایالات متحده در هر دو مجلس، قانون مجوز دفاع ملی را مجدداً تأیید کردند. در تاریخ ۲۶ دسامبر ۲۰۱۳، رئیس‌جمهور اوباما قانون مجوز دفاع ملی را امضا کرد.